# Zoe Gotusso
Zoe Gotusso (Córdoba, 22 de mayo de 1997), es una cantante y compositora argentina de pop y bossa nova. Tuvo reconocimiento como parte del dúo Salvapantallas, y luego como solista, lanzando su álbum debut Mi primer día triste en 2020. Se crio en la ciudad de Córdoba, donde asistió al colegio Mark Twain.

## Carrera

### Con Salvapantallas
Gotusso comenzó su carrera como parte del dúo Salvapantallas junto al músico Santi Celli, formado en 2016 en Córdoba, el dúo lanzó su álbum debut en 2018 llamado SMS, el cual fue grabado en los estudios El Mar de Buenos Aires y contó con la participación de Jorge Drexler como invitado especial para una de las canciones del disco. El dúo recibió dos nominaciones en los premios Gardel de 2019, a Mejor artista nuevo y a Mejor álbum de grupo pop. En agosto de 2019, Gotusso y Celli decidieron terminar el dúo para seguir sus carreras como solistas realizando una gira de despedida llamada «#HastaluegoSalvapantallas» culminando en su último espectáculo como dúo el 2 de noviembre de 2019 en el teatro Ópera de Buenos Aires.

### Solista
Tras lanzar las canciones «Un bossa +», «Monoambiente en capital» y «Calefón» durante 2019, Gotusso lanzó «Ganas» el 18 de junio de 2020 como el primer sencillo de su primer álbum de estudio, seguido por «Cuarto creciente» como el segundo sencillo el 30 de octubre del mismo año. Su álbum debut, Mi primer día triste, fue lanzado el 4 de diciembre de 2020. El álbum fue grabado en Montevideo y contó con la producción de Juan Campodónico junto con la participación de músicos como Diego Mema, Alejandro Terán, Hugo Fattoruso, Nicolás Ibarburu y los integrantes de Bajofondo, Javier Casalla y Gabriel Casacuberta. Junto al disco, lanzó el documental Retrato en movimiento acerca del proceso de grabación y producción del álbum. En los premios Gardel de 2021, Gotusso recibió una nominación a Mejor artista nuevo, esta vez como solista, además de ganar como Mejor álbum de artista pop.
En noviembre de 2022, Zoe Gotusso fue la artista elegida como telonera en las diez fechas en Argentina del Music of the Spheres World Tour de Coldplay, presentadas en el estadio Monumental de Buenos Aires. Sin embargo, para la sexta fecha tuvo que ser reemplazada por Clara Cava, debido a que Zoe ese día despertó con un malestar que no la dejaba cantar; de todos modos, para la siguiente noche se recuperó y pudo seguir abriendo los espectáculos como se había previsto.
Entre mediados de 2023 y principios de 2024, Gotusso lanzó su sencillo «Entrégate», sumado a las colaboraciones con El Kuelgue, Juan Ingaramo, El Zar y No Te Va Gustar. Actualmente, preparando su próximo disco, Cursi, lanzó su sencillo «Pensando en ti», una versión de la canción del brasileño Paulinho Moska.
En febrero de 2024 fue la artista elegida como telonera de Fito Páez en su gira «EADDA 30 años», en un espectáculo en el anfiteatro de San Bernardino en el Paraguay; y en octubre del mismo año, teloneó a Paul McCartney en el estadio Mario Alberto Kempes, donde el músico británico se presentó en el marco de su «Got Back Tour».

## Discografía

### Con Salvapantallas
- SMS (2018)

### Como solista
- Mi primer día triste (2020)
- Cursi (2024)

## Giras
- Ganas Tour (2021-2023)

## Filmografía
| Año  | Película                    | Papel                     | Notas                       |
| ---- | --------------------------- | ------------------------- | --------------------------- |
| 2023 | Mariquita, mujer revolución | María Sánchez de Thompson | Protagonista. Debut en cine |

## Premios y nominaciones

### Premios Gardel
| Año  | Categoría                      | Trabajo                  | Resultado | Ref.  |
| ---- | ------------------------------ | ------------------------ | --------- | ----- |
| 2019 | Mejor artista nuevo            | SMS (con Salvapantallas) | Nominada  | [ 3 ] |
| 2019 | Mejor álbum grupo pop          | SMS (con Salvapantallas) | Nominada  | [ 3 ] |
| 2021 | Mejor artista nuevo            | Mi primer día triste     | Nominada  | [ 7 ] |
| 2021 | Mejor álbum artista pop        | Mi primer día triste     | Ganadora  | [ 7 ] |
| 2025 | Mejor álbum de pop alternativo | Curso                    | Nominada  | [ 9 ] |

### Premios Konex
| Año  | Premiación        | Disciplina     | Resultado | Ref.   |
| ---- | ----------------- | -------------- | --------- | ------ |
| 2025 | Diploma al Mérito | Solista de Pop | Ganadora  | [ 10 ] |